# Låter som miljarder (singel)
Låter som miljarder är en låt av Bob hund som utgavs digitalt den 1 februari 2012. Den förekommer också på albumet Låter som miljarder.